# Karl E. Mundt
Karl Earl Mundt (né le 3 juin 1900 à Humboldt au Dakota du Sud et décédé le 16 août 1974 à Washington D.C.) est un homme politique américain. Il est sénateur représentant le Dakota du Sud entre le 31 décembre 1948 et le 3 janvier 1973.

## Biographie
Après sa graduation du Carleton College puis de l'Université Columbia, Mundt est élu pour la première fois au Congrès en 1938. Figure anticommuniste, il prend en 1943 part au comité dirigé par Martin Dies chargé d'enquêter sur les « activités non américaines ». Le 31 décembre 1948, il fait son entrée au Sénat après la démission de Vera C. Bushfield. Il devient rapidement associé au Maccarthysme, notamment lorsqu'il prend la défense de Joseph McCarthy en commission. Cette réputation amène George McGovern, alors représentant, à se présenter contre lui en 1960. Il est cependant réélu. En 1969, il est victime d'un accident vasculaire cérébral et se voit retirer ses responsabilités parlementaire sur son comité. Il meurt le 16 août 1974 à Washington D.C., un an après sa retraite du Sénat.

## Positions
Mundt est considéré comme une figure du conservatisme américain. Son nom est souvent associé avec ses contemporains Joseph McCarthy et Richard Nixon. Il est cependant également connu pour son combat pour la conservation de la nature.